# The Beast – Unheimliche Tiefe
The Beast – Unheimliche Tiefe, auch Shark Terror – Das Biest aus der Tiefe, (Originaltitel: Cruel Jaws – Fauci crudeli) ist ein 1995 unter der Regie von Bruno Mattei (der als William Snyder fungierte) in den USA gedrehter italienischer Tierhorrorfilm um einen mörderischen Hai. Die deutschsprachige Erstauswertung fand ab 21. Dezember dieses Jahres auf Video statt. Er war eine erneute Adaption von Peter Benchleys Der weiße Hai, ohne den Autoren zu erwähnen. In einigen Ländern wurde versucht, ihn als fünften Teil von Der Weiße Hai zu vermarkten.

## Handlung
In der Küstenstadt Hampton Bay möchte Samuel Lewis, begüterter Bürger der Stadt, den Wasserpark-Betreiber Dag Snerensen vertreiben, um einen lukrativen Hotelkomplex errichten zu können. Währenddessen tauchen drei junge Leute zu einem Wrack der Marine und werden dabei von einem Tigerhai zerfleischt. Nach Entdeckung der verstümmelten Leichen steht die Stadt unter Schock; der Polizeichef möchte die Badesaison beenden, der Bürgermeister aber hinsichtlich einer anstehenden Windsurf-Regatta auf Druck der Unternehmer die negative Werbung für den Ort vermeiden und ein Ausbleiben der Badegäste verhindern.
Die Regatta wird mit technischen Hilfsmitteln wie Metallnetzen geschützt; sie erweisen sich aber als unzulänglich, sodass der Hai weitere Opfer findet. Am Tag der Regatta, die trotz allem durchgeführt wird, müssen besonders viele Menschen sterben. Erst dem Sheriff, dem Wasserparkbesitzer und einem Hai-Experten gelingt es, den Killer zur Strecke zu bringen.

## Kritik
Die meisten Kritiker ließen kein gutes Haar an dem Film; einige kommentierten, „dass dieser Müll jemanden gefunden hat, der ihn tatsächlich produziert habe, sei beschämend.“ TV Spielfilm urteilte pointiert: „Keine Tiefe, kein Biss – kein Hai-Light.“ Das Lexikon des internationalen Films war etwas moderater: „Bis auf einige grausige Szenen kaum Neues vom ‚weißen Hai‘, statt dessen altbekannte Handlungsmuster, die ohne recht entwickelte Spannungsbögen aneinandergereiht werden.“

## Bemerkungen
Mattei benutzte für den Film, wie oftmals, einiges an Stock Footage. Es existieren für den deutschsprachigen Markt zwei Versionen, deren kürzere ab 12 Jahren freigegeben ist.